# Podmanin
Podmanin (szlovákul: Podmanin) Vágbeszterce városrésze Szlovákiában, a Zsolnai kerület Vágbesztercei járásában.

## Fekvése
Vágbeszterce központjától 4 km-re keletre, a Nagy-Manin alatt fekszik.

## Története
A település felett a Nagy-Manin teraszán történelem előtti földvár maradványait tárták fel, mely valószínűleg a puhói kultúrához kapcsolható.
Podmanin első írásos említése 1351-ből származik „Podmanyn” néven. 1418-ban „Podmaninch” formában találjuk. A vágbesztercei váruradalom része volt. Innen származik a Podmaniczky család, 1458 és 1558 között Vágbeszterce várának ura, a kor egyik legjelentősebb nemes családja. 1598-ban „Podmanin” alakban említik. A falu a 18. század második felében népesült be, lakói főként állattartással foglalkoztak.
A 18. század végén Vályi András így ír róla: „PODMANIN. Tót falu Trentsén Vármegyében, földes Urai Gróf Balassa, és Gróf Szapáry Uraságok, lakosai katolikusok, fekszik Vág-Besztertzéhez fél mértföldnyire, határja sovány, vagyonnyai is selejtesek, harmadik osztálybéli.”
Fényes Elek 1851-ben kiadott geográfiai szótárában így ír a faluról: „Podmanin, tót falu, Trencsén vmegyében, Beszterczéhez 1 fertálynyira: 173 kath., 7 zsidó lak. F. u. b. Balassa, gr. Szapáry. Ut. p. Zsolna.”
1908-ban 49 állattartó gazda élt a településen. 1910-ben 293, túlnyomórészt szlovák lakosa volt. 1920-ig Trencsén vármegye Vágbesztercei járásához tartozott.
1936-ban 64 házában 411 lakos élt, a házak többsége akkor még fából épült. Később lakói főként idénymunkákból éltek. 1980-ban csatolták Vágbesztercéhez.

## Külső hivatkozások
- Podmanin Szlovákia térképén

## Lásd még
- Vágbeszterce
- Alsóhidas
- Felsőhidas
- Kisfarkasd
- Milohó
- Nemeskvassó
- Paraznó
- Sebestyénfalva
- Vágalja
- Vághéve
- Vágváralja
- Vágzsigmondháza